# Chief Product Officer
Chief Product Officer (abgekürzt CPO) ist die US-amerikanische Bezeichnung für ein Vorstandsmitglied, das alle Geschäftsvorgänge mit Bezug zu Produkten oder Dienstleistungen eines Unternehmens verantwortet. Das schließt zum Beispiel die Konzeption von Produkten und Dienstleistungen, deren Produktion und das zugehörige Projektmanagement ein.